# Commentarius in Mattheum
Commentarius in Matthaeum è un'opera di Ilario di Poitiers, dottore della Chiesa, scritta intorno al 355; appartiene al gruppo delle sue opere esegetiche.
L'opera è il primo commento continuo su un libro della Sacra Scrittura composto da un padre latino in Occidente.